# Han Bennink
Han Bennink (nacido el 17 de abril de 1942) es un baterista y percusionista holandés.  En ocasiones, sus grabaciones lo han presentado tocando saxofón soprano, clarinete bajo, trombón, violín, banjo y piano.
Aunque quizás sea más conocido como una de las figuras fundamentales del free jazz y la improvisación libre europeos, Bennink ha trabajado prácticamente en todas las escuelas de jazz, y el crítico Chris Kelsey  lo describe como "uno de los, lamentablemente, raros músicos cuyas habilidades y Los intereses abarcan todo el espectro del jazz." Conocido por inyectar a menudo payasadas y humor absurdo en sus actuaciones, Bennink ha tenido colaboraciones a largo plazo especialmente fructíferas con el pianista Misha Mengelberg y el saxofonista Peter Brötzmann. Han es hermano del saxofonista Peter Bennink.

## Temprana edad y educación
Bennink nació en Zaandam, hijo de un percusionista clásico.  Tocó la batería y el clarinete durante su adolescencia.

## Carrera interpretativa

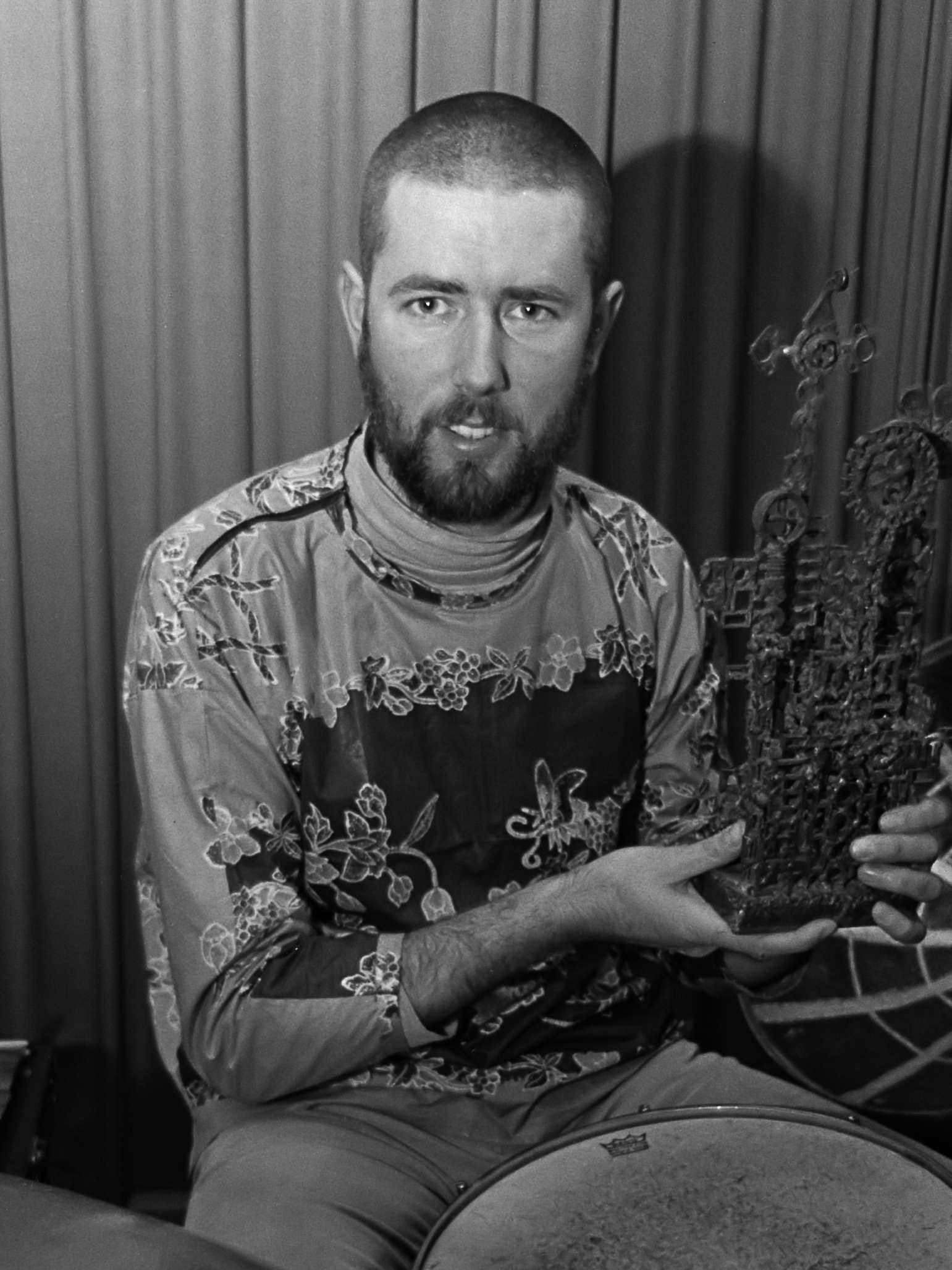
Han Bennink premiado (1967)

Durante la década de 1960 fue baterista de varios músicos estadounidenses que visitaron los Países Bajos, entre ellos Dexter Gordon, Wes Montgomery, Sonny Rollins y Eric Dolphy (está presente en la grabación de Dolphy, Last Date (1964)). 
Posteriormente se convirtió en una figura central en la emergente escena europea de improvisación libre. En 1963 formó un cuarteto con el pianista Misha Mengelberg y el saxofonista Piet Noordijk que actuó en el Festival de Jazz de Newport de 1966.  En 1967 fue cofundador de Instant Composers Pool con Mengelberg y Willem Breuker, que patrocinaba actuaciones de vanguardia holandesa.  Desde finales de la década de 1960, tocó en trío con el saxofonista Peter Brötzmann  y el pianista belga Fred Van Hove, que se convirtió en dúo tras la partida de Van Hove en 1976. Durante gran parte de la década de 1990, tocó en Clusone 3 (también conocido como Clusone Trio), un trío con el saxofonista y clarinetista Michael Moore y el violonchelista Ernst Reijseger.  A menudo ha tocado a dúo con Mengelberg y colaborado con él junto con otros músicos.
Desde finales de los 80 hasta principios de los 2000, Bennik colaboró estrechamente con la banda holandesa de post-punk The Ex, apareciendo en su álbum Instant de 1995 y viajando y tocando con ellos en su primera gira a Etiopía.

## Grabaciones
Además de tocar con estos grupos de larga data, Bennink ha actuado y grabado en solitario (Tempo Comodo (1982) se encuentra entre sus grabaciones en solitario) y ha tocado con muchos músicos de free improvisación y free jazz, incluidos Derek Bailey, Conny Bauer, Don Cherry y Alexander. von Schlippenbach,  así como músicos de jazz más convencionales como Lee Konitz.  En 1983 colaboró con el pianista y vocalista de boogie-woogie Little Willie Littlefield para su álbum I'm in the Mood. 

## Estilo

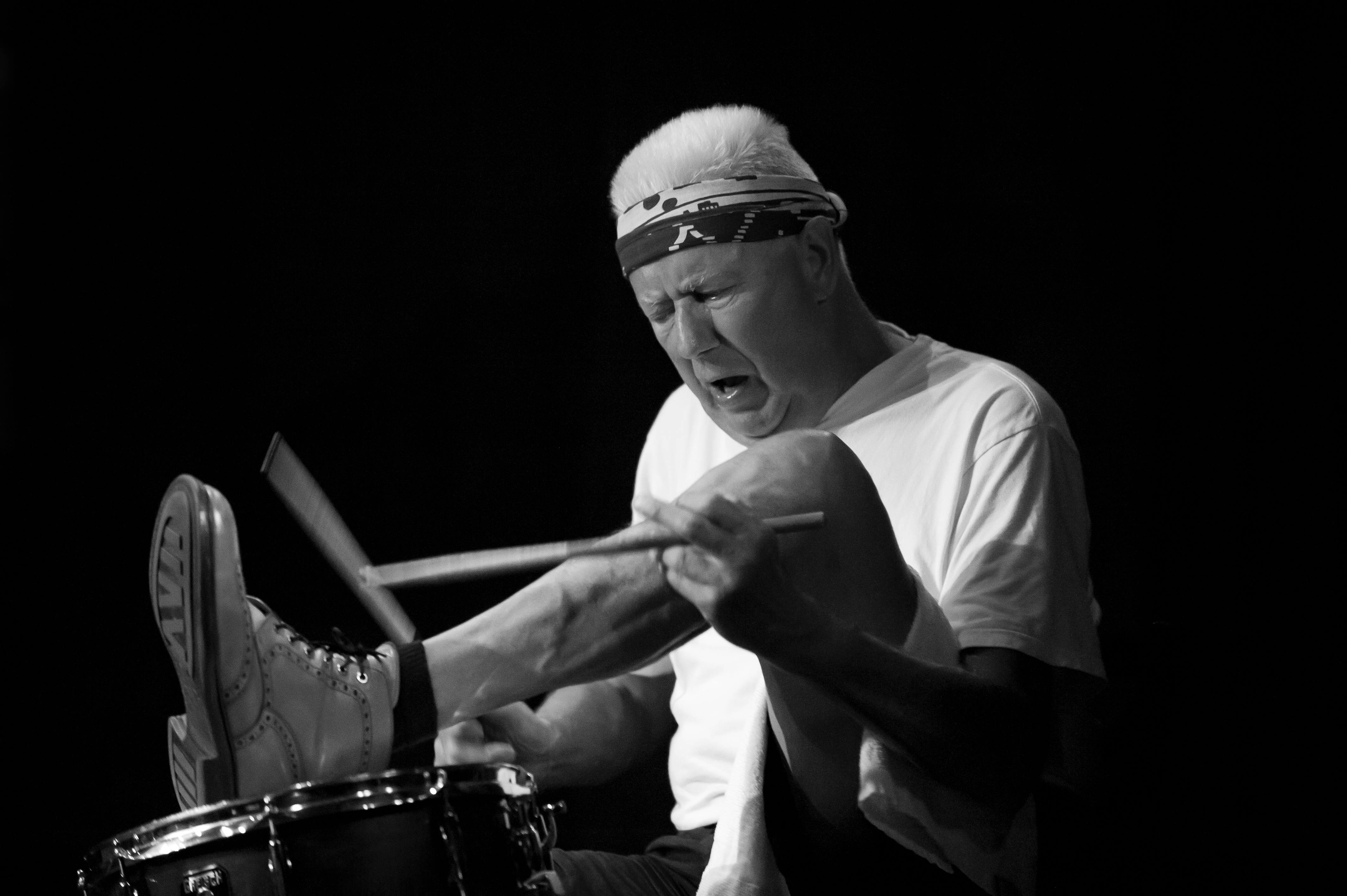
Bennink jugando con el pie (2015)

El estilo de Bennink es muy variado, desde la batería de jazz convencional hasta la improvisación libre poco convencional, para la que a menudo utiliza cualquier objeto que encuentre en el escenario (sillas, atriles, estuches de instrumentos), su propio cuerpo (un recurso favorito consiste en poner un palillo en su boca y golpeándolo con el otro palo), y todo el espacio de actuación: el piso, las puertas y las paredes.  Hace uso frecuente de cantos de pájaros y cualquier otra cosa que le llame la atención (una actuación particularmente alocada en Toronto en la década de 1990 involucró una ensordecedora campana de alarma de incendio colocada en el suelo).

## Discografía
La siguiente es una lista parcial de grabaciones de Han Bennink. 

### Álbumes en solitario
- 1970: Solo (Instant Composers Pool)
- 1973: Nerve Beats (UMS, ALP, Atavistic, 2001)
- 1979: Solo - West/East (FMP)
- 1982: Tempo Comodo (Data Records)

### Colaboraciones
Como líder o colíder
- 1968: Instant Composers Pool, (Instant Composers Pool), con Misha Mengelberg y John Tchicai
- 1972: Derek Bailey &amp; Han Bennink (Ictus) con Derek Bailey
- 1979: A European Proposal (Live In Cremona) (Horo Records), con Misha Mengelberg, Paul Rutherford y Mario Schiano
- 1996: Serpentine (Songlines Recordings), con Dave Douglas
- 1997: 3 (VIA Jazz), con Michiel Borstlap y Ernst Glerum, reissued in 2004 by 55 Records
- 2000: Jazz Bunker (Golden Years Of New Jazz), con Eugene Chadbourne y Toshinori Kondo
- 2004: Free Touching: Live in Beijing at Keep in Touch (Noise Asia), con Wong Young, Andreas Schreiber, Dennis Rea, Steffen Schorn, y Claudio Puntin
- 2004: Home Safely (Favorite), con  Curtis Clark y Ernst Glerum
- 2005: BBG (Favorite), con Michiel Borstlap y Ernst Glerum
- 2007: Amplified Trio (Treader Records), con Spring Heel Jack
- 2008: Monk Volume One (Gramercy Park Music), con Michiel Borstlap y Ernst Glerum
- 2009: Parken (ILK Music), con Joachim Badenhorst, Simon Toldam, y Qarin Wikström
- 2010: Laiv (Bassesferec), con Fabrizio Puglisi y Ernst Glerum

Con Ray Anderson y Christy Doran
- 1994: Azurety (hat ART)
- 1995: Cheer Up (hat ART)
- 2011: Who Is In Charge? (Kemo), con Frank Möbus, Ernst Glerum, y Paul van Kemenade

Con Gary Bartz, Lee Konitz, Jackie McLean y Charlie Mariano
- 1973: Altissimo (Philips)

Con Paul Bley y Annette Peacock
- 1971: Improvisie (America)
- 1972: Dual Unity (Freedom)

Con The Blueprint Project
- 2007: People I Like (Creative Nation)

Con Anthony Braxton
- 1993: Anthony Braxton's Charlie Parker Project 1993 (HatART, 1995)

Con Steve Beresford
- 1987: Directly To Pyjamas (Nato)
- 2002: B + B (Instant Composers Pool)

Con Willem Breuker
- 1967: New Acoustic Swing Duo (Instant Composers Pool)

Con Eric Dolphy
- 1964: Last Date (Limelight Records)
- 1964: Playing: Epistrophy, June 1, 1964 In Eindhoven, Holland (ICP; includes Misha Mengelberg y Jacques Schols; rehearsal tape for the above concert issued 1975)

Con Peter Brötzmann
- 1968: Machine Gun (FMP)
- 1969: Nipples (Calig)
- 1970: Balls (FMP), con Fred Van Hove
- 1973: Brötzmann/Van Hove/Bennink (FMP) con Fred Van Hove, also known as FMP 130
- 1977: Ein Halber Hund Kann Nicht Pinkeln (FMP)
- 1977: Schwarzwaldfahrt (FMP)
- 1979: 3 Points y a Mountain (FMP), con Misha Mengelberg
- 1980: Atsugi Concert (Gua Bungue)
- 2001: Fuck de Boere (Atavistic) recorded in 1968 y 1970
- 2004: Still Quite Popular After All Those Years (BRÖ Records)
- 2006: Total Music Meeting 1977 Berlin (BRÖ Records)
- 2008: In Amherst 2006 (BRÖ Records)

Con Eric Boeren
- 2012: Coconut (De Platenbakkerij), con Michael Moore y Wilbert de Joode

Con Marion Brown
- 1967: Porto Novo (Freedom)

Con Sean Bergin
- 1988: Kid's Mysteries  (Nimbus West)

Con Uri Caine
- 2013: Sonic Boom (816 Music)

Con Eugene Chadbourne
- 2001: 21 Years Later (Train Kept A Rollin') (Leo Records)
- 2005: Chad And Han (House Of Chadula)

Con Don Cherry
- 1971: Orient (BYG)
- 1971: Actions (Philips)

Con Daniele D'Agaro
- 2003: Strandjutters (hatOLOGY), con Ernst Glerum
- 2010: Fingerprints (Artesuono), con Alexander von Schlippenbach

Con Ellery Eskelin
- 1998: Dissonant Characters (hatOLOGY)

Con Terrie Ex (y otros)
- 2000: The Laughing Owl (Terp Records)
- 2002: Ethiopia Tour 2002 (Not On Label)
- 2006: Transparancy-Wolk 3 (Terp Records), con Rik van Iersel, Bart Maris, y P Jacomyn
- 2007: Zeng! (Terp Records)
- 2010: Let's Go (Terp Records), con Brodie West

Con Cor Fuhler y Wilbert De Joode
- 1998: Bellagram (Geestgronden)
- 1998: "Zilch" (ConundromCd)
- 2003: Tinderbox (Data Records)

Con Frode Gjerstad
- 2009: Han & Frode (Cadence Jazz Records)

Con Kees Hazevoet
- 1978: Calling Down The Flevo Spirit (Snipe Records)

Con Will Holshouser y Michael Moore
- 2011: Live In NYC (Ramboy Recordings)

Con Kazuo Imai
- 2003: Across The Desert (Música improvisada de Japón)

Con Mikko Innanen y Jaak Sooäär
- 2006: Spring Odyssey (TUM Records)

Con Instant Composers Pool y Guus Janssen
- 2005: Groet (Data Records)

Con Steve Lacy
- 1978: Lumps (Instant Composers Pool), con Michel Waisvisz y Maarten Van Regteren Altena

Con Little Willie Littlefield
- 1983: I'm in the Mood (Oldie Blues)

Con Keshavan Maslak
- 1980: Humanplexity (Leo Records), con Misha Mengelberg
- 2008: Bim Huis Live 1st Set (Hum Ha Records)

Con Myra Melford
- 1997: Eleven Ghosts (hatOLOGY) recorded 1994

Con Misha Mengelberg
- 1971: Instant Composers Pool 010 (Instant Composers Pool)
- 1972: Een Mirakelse Tocht Door Het Scharrebroekse no. 1-6 (Instant Composers Pool)
- 1974: EinePartieTischtennis (FMP, Instant Composers Pool), live
- 1975: Coincidents (Stichting ICP Geluidsdragers, Instant Composers Pool)
- 1978: Midwoud 77 (Instant Composers Pool)
- 1978: Groupcomposing (Instant Composers Pool), con Peter Brötzmann, Evan Parker, Peter Bennink, Paul Rutherford, y Derek Bailey
- 1978: Fragments (Instant Composers Pool), con John Tchicai, y Derek Bailey
- 1982: Bennink Mengelberg (Instant Composers Pool)
- 1985: Change Of Season (Music Of Herbie Nichols) (Soul Note), con Steve Lacy, George E. Lewis, y Arjen Gorter
- 1991: Dutch Masters (Soul Note), con Steve Lacy, George Lewis, Ernst Reyseger, y Han Bennink
- 1994: Mix (Instant Composers Pool)
- 1996: The Instant Composers Pool 30 Years (Instant Composers Pool)
- 1998: MiHa (Instant Composers Pool)
- 2001: Four in One (Songlines Recordings), con Misha Mengelberg Quartet (Dave Douglas, Brad Jones, Han Bennink)[5]
- 2004: Senne Sing Song (Tzadik)

Con Kenny Millions
- 2003: Bootleg (Hum Ha Records)

Con Pino Minafra
- 1987: Tropic Of The Mounted Sea Chicken (Splasc(H) Records), con Misha Mengelberg, Michele Lomuto, y Unknown Artist
- 1991: Noci...Strani Frutti (Live At Europa Festival Jazz) (Leo Records), con Ernst Reijseger

Con Michael Moore
- 2001: White Widow (Ramboy Recordings), con Alex Maguire y Mark Helias

Con Simon Nabatov
- 2003: Chat Room (Leo Records)

Con Armen Nalbandian
- 2011: Coup de Grace (Blacksmith Brother)

Con Mark O'Leary
- 2008: Television (Ayler Records)

Con Evan Parker
- 1970: The Topography of the Lungs (Incus) con Derek Bailey
- 2002: The Grass Is Greener (psi)

Con Alessandra Patrucco
- 2006: Circus (Instant Composers Pool), con Tristan Honsinger, Misha Mengelberg, y Ab Baars

Con Dudu Pukwana
- 1979: Yi Yole (Instant Composers Pool), con Misha Mengelberg

Con Roswell Rudd
- 1983: Regeneration (Soul Note), con Steve Lacy, Kent Carter, y Misha Mengelberg

Con Paul Ruys
- 1966: Lover, Come Swing Con Me (Philips), con Pim Jacobs, Ruud Jacobs, y Wim Overgaauw

Con Manfred Schoof
- 1969: European Echoes (FMP)

Con Irene Schweizer
- 1996: Irène Schweizer &amp; Han Bennink (Intakt Records)
- 2015: Welcome Back (Intakt Records)

Con Jaak Sooäär
- 2013: Beach Party (Barefoot Records)[6]

Con Spring Heel Jack
- 2003: Live (Thirsty Ear), con Matthew Shipp, Evan Parker, J Spaceman, y William Parker

Con Aki Takase
- 2011: Two for Two (Intakt Records)

Con Cecil Taylor
- 1988: Spots, Circles, y Fantasy (FMP)

Con Rik van Iersel
- 2005: Transparancy-Wolk No. 3 (Rikordings)